# Janusz Kierzkowski
Janusz Kazimierz Kierzkowski (Borek, 26 de febrero de 1947–Breslavia, 19 de agosto de 2011) es un deportista polaco que compitió en ciclismo en la modalidad de pista, especialista en las pruebas de velocidad y keirin persecución.
Participó en tres Juegos Olímpicos de Verano, obteniendo una medalla de bronce en México 1968, en la prueba del kilómetro contrarreloj; además obtuvo el cuarto lugar (persecución por equipos) y el quinto lugar (kilómetro contrarreloj) en Múnich 1972, y el cuarto lugar (kilómetro contrarreloj) en Montreal 1976.
Ganó cuatro medallas en el Campeonato Mundial de Ciclismo en Pista entre los años 1969 y 1975.

## Medallero internacional
| Juegos Olímpicos   | Juegos Olímpicos           | Juegos Olímpicos  | Juegos Olímpicos      |
| Año                | Lugar                      | Medalla           | Competición           |
| ------------------ | -------------------------- | ----------------- | --------------------- |
| 1968               | Ciudad de México ( México) | Medalla de bronce | 1 km contrarreloj     |
| Campeonato Mundial |                            |                   |                       |
| Año                | Lugar                      | Medalla           | Competición           |
| 1969               | Brno ( Checoslovaquia)     | Medalla de plata  | 1 km contrarreloj (A) |
| 1973               | San Sebastián ( España)    | Medalla de oro    | 1 km contrarreloj (A) |
| 1974               | Montreal ( Canadá)         | Medalla de bronce | 1 km contrarreloj (A) |
| 1975               | Rocourt ( Bélgica)         | Medalla de bronce | 1 km contrarreloj (A) |